# Jean-Claude Bouttier
Jean-Claude Bouttier (Saint-Pierre-la-Cour, 13 ottobre 1944 – Jossigny, 3 agosto 2019) è stato un pugile, attore e commentatore sportivo francese.

## Carriera
Iniziò a boxare all'età di 15 anni, a Laval. Dopo sei anni si è trasferito a Parigi con Jean Bretonnel per allenatore. 
Ha esordito tra i professionisti il 23 ottobre 1965 a Laval, battendo nettamente ai punti Philippeau. Il 14 dicembre 1970, al 3º round, al Palais des Sports di Parigi, sconfisse per KO il campione nazionale dei superwelter Jo Gonzales, in un match senza titolo in palio.
L'11 gennaio 1971 sfidò Pascal Di Benedetto, già avversario di Nino Benvenuti, per il titolo di campione di Francia dei pesi medi al Palais des Sports di Parigi. Vinse per abbandono al sesto round, conquistando così la cintura nazionale. Sei mesi dopo conquistò  il titolo di Campione europeo (EBU), battendo Carlo Duran, a Parigi, di fronte a una folla osannante. Già alla terza ripresa Duran dovette subire due conteggi. Al dodicesimo round l'italiano andò nuovamente al tappeto su un gancio destro. Non ancora domo, però, costrinse lo sfidante alla difensiva, vincendo ai punti le ultime tre riprese. Il verdetto, tuttavia, ormai ampiamente compromesso, non impedì al campione francese di indossare per la prima volta la cintura europea.
Dopo aver difeso il titolo mettendo KO Bunny Sterling alla quattordicesima ripresa, Bouttier combatté per i titoli mondiali WBC e WBA detenuti da Carlos Monzón. 
Si incontrarono allo Stadio Yves du Manoir il 17 giugno 1972 e poi al Roland Garros, il 29 settembre 1973. Bouttier perse entrambi i match. La prima volta per getto della spugna al 13º round. In seguito Bouttier, nel suo libro "Final Fist", accusò Monzón di avergli piantato un pollice nell'occhio. La seconda volta si arrese ai punti. Monzón dichiarerà sobriamente di non aver mai incontrato un avversario più difficile. 
Bouttier riconquistò il titolo europeo a spese di Elio Calcabrini, il 4 marzo 1974, a Parigi, per getto della spugna alla dodicesima ripresa. Lo ha poi perso definitivamente ai punti da Kevin Finnegan, nel maggio 1974.
Il 16 dicembre dello stesso anno perse il titolo di campione di Francia contro Max Cohen per knock-out tecnico. Dopo questo match ha appeso i guantoni al chiodo all'età di 30 anni. Durante la sua carriera di pugilato, che va dal 1965 al 1974, ha vinto ben 64 incontri su 72, 43 dei quali prima del limite.

## Dopo il ritiro
In seguito, Bouttier ha intrapreso la carriera di attore. Nel 1981 ha interpretato il ruolo del pugile Philippe Rouget in Bolero di Claude Lelouch. 
Nel 1982 ha vinto la 24 Ore di motonautica di Rouen in coppia con Rémy Julienne.
Dal 1984 lavorò come commentatore sportivo di pugilato per Canal +.
Muore il 3 agosto 2019 all'ospedale di Jossigny sopraffatto dalla malattia che lo aveva da tempo colpito. Il 13 agosto dopo la cerimonia funebre fu sepolto nel vecchio cimitero di Gournay-sur-Marne, luogo in cui aveva a lungo vissuto.